# Doris Schachner
Doris (Elfriede) Schachner, geborene Korn (* 30. Mai 1904 in Bockwa bei Zwickau; † 1. April 1988 in Heidelberg) war die erste deutsche Professorin für Mineralogie und Ehrensenatorin der RWTH Aachen.

## Leben
Nach ihrem Abitur am Mannheimer Liselotte-Gymnasium studierte Doris Korn ab 1923 Mathematik, Physik, Chemie und Philosophie an den Universitäten Heidelberg, Freiburg und Innsbruck und schloss diese Studienfächer im Jahr 1928 mit ihrer Staatsprüfung für das Höhere Lehramt und ihrer Promotion zum Dr. phil. ab. Noch im gleichen Jahr promovierte sie zum Dr. rer. nat. bei Ludwig Rüger in Heidelberg in den Fächern Geologie, Mineralogie und Chemie mit dem Thema Tektonische und gefügeanalytische Untersuchungen im Grundgebirge des Böllsteiner Odenwaldes. Danach wechselte sie an die RWTH Aachen, wo sie am Mineralogischen Institut unter Paul Ramdohr eine Assistentenstelle erhielt. Fortan blieb sie dem Fachgebiet der Mineralogie wissenschaftlich verbunden und habilitierte sich auf diesem Gebiet im Jahr 1933 mit dem Thema Zur Gefügekunde der Erze, welches anschließend im Band 1 des Lehrbuchs Erzmikroskopie von Paul Ramdohr und Hans Schneiderhöhn veröffentlicht wurde. Damit war Doris Korn nach der Chemikerin Maria Lipp und der Sozialwissenschaftlerin Gertrud Savelsberg erst die dritte habilitierte weibliche Kraft an der TH Aachen.
Doris Korn belegte zunächst weiterhin eine planmäßige Assistentenstelle, bevor sie im Jahr 1939 mangels männlicher Bewerber als Privatdozentin übernommen wurde und einen offiziellen Lehrauftrag für die Bereiche Bildung und Bewertung für die Minerallagerstätten erhielt. Im gleichen Jahr heiratete sie den Lehrstuhlinhaber für technischen Ausbau, Benno Schachner, welcher unmittelbar danach zur Technischen Universität Brünn versetzt wurde, um dort den Lehrstuhl für Baukonstruktionen zu übernehmen. Zusätzlich wurde sie beauftragt, kommissarisch die Leitung der Institute für Mineralogie und Lagerstättenlehre sowie für Geologie und Paläontologie zu übernehmen, da die entsprechenden Direktoren Hans Ehrenberg und Karl Rohde zum Kriegsdienst einberufen worden waren. Nachdem der Mineraloge Ehrenberg 1941 vom Kriegsdienst freigestellt und zum Rektor der RWTH ernannt wurde, es aber gleichzeitig auch zur vorübergehenden Einstellung des Fachgebietes Mineralogie kam, folgte Schachner ihrem Mann zur Technischen Hochschule Brünn, wo sie als einzige weibliche Mitarbeiterin einen Lehrauftrag am dortigen mineralogischen Institut erhielt. Hier wurde 1943 ihre gemeinsame Tochter Melitta Schachner geboren, die spätere Professorin für Neurobiologie am Zentrum für Molekulare Neurobiologie Hamburg der Universität Hamburg.
Kurz vor Ende des Krieges flüchtete Doris Schachner mit ihrer Tochter vor den einrückenden Russen aus Brünn – ihr Mann konnte erst später folgen – und kehrte wieder nach Aachen zurück. Hier wurde sie von dem jetzt an der RWTH Aachen amtierenden Rektor Paul Röntgen beauftragt, das Institut für Mineralogie und den entsprechenden Lehrbetrieb wieder neu aufzubauen. Dazu wurde sie zur außerordentlichen Professorin und zur kommissarischen Leiterin ernannt. Schließlich erhielt sie am 1. Juni 1949 eine ordentliche Professur und man übertrug ihr offiziell die Leitung des Lehrstuhls für Mineralogie, Petrographie und Lagerstättenlehre, womit sie die erste Professorin in Deutschland mit diesem Fachbereich war. Hier lehrte und forschte sie bis zu ihrer Emeritierung im Jahr 1972 und wurde zwischenzeitlich ab 1958 zur Direktorin „ihres“ Instituts an der Fakultät für Bergbau, Hüttenwesen und Geowissenschaften befördert. Darüber hinaus war sie von 1958 bis 1959 Mitglied des Senats und ab 1962 Vorsitzende der Senatskommission für das akademische Auslandsamt, wo sie sich  besonders für die Belange der ausländischen Studenten einsetzte und um die Intensivierung der Auslandsbeziehungen der TH Aachen bemühte. Weiterhin wurde auf ihre Initiative hin 1963 das Institut für Kristallographie an der RWTH gegründet – als eines der ersten seiner Art in Deutschland. Im Jahr 1968 gehörte sie zusammen mit ihrem Mann und vielen anderen Professoren der RWTH Aachen zu den Unterzeichnern des „Marburger Manifestes“, das eine akademische Front gegen die aufkommende Mitbestimmung an den Hochschulen bildete.

## Wirken
Doris Schachner galt mit ihrer gefügeanalytischen Betrachtungsweise bei Forschungen vor allem an Erzen und durch die von ihr neu entwickelten methodischen Grundlagen als Begründerin der modernen Erzgefügekunde. Zu diesem Fachgebiet publizierte sie zahlreiche Arbeiten auf dem Gebiet der Genese von Erzlagerstätten, der Entstehung von metamorphen Erzgefügen und des Deformationsmechanismus einzelner Minerale. Darüber hinaus wurde sie zur Namensgeberin des Minerals Schachnerit, welches erstmals 1972 von E. Seeliger und Arno Mücke in der Nähe von Obermoschel in Rheinland-Pfalz entdeckt worden war.
Schachner war Mitglied zahlreicher in- und ausländischer wissenschaftlicher Gesellschaften. So gehörte sie unter anderem viele Jahre dem Lagerstättenausschuss der Gesellschaft Deutscher Metallhütten- und Bergleute an und der Senatskommission für Geowissenschaften der Deutschen Forschungsgemeinschaft, für die sie auch als gefragte Gutachterin tätig war. Im Jahr 1981 wurde sie zum Ehrenmitglied der Deutschen Mineralogischen Gesellschaft ernannt.
Am 20. Januar 1984 wurde ihr in „Anerkennung ihrer großen Verdienste um die Rheinisch-Westfälische Technische Hochschule Aachen, insbesondere um die Ausbildung und Förderung der Studenten und des akademischen Nachwuchses sowie der Intensivierung des wissenschaftlichen Austausches und der Auslandsbeziehungen“ die Ehrensenatorenwürde der RWTH Aachen verliehen. Damit war sie wiederum die erste Frau und RWTH-Professorin, der diese Ehrung an der RWTH zuteilwurde. Im Bereich des Campus Melaten in Aachen wurde eine Straße nach ihr benannt.

## Werke (Auswahl)
- Tektonische und gefügeanalytische Untersuchungen im Grundgebirge des Böllsteiner Odenwaldes. (= Diss.) Heidelberg 1928.
- Ein metamorphes Erzgefüge. In: Mineralogy and Petrology. Band 1, Nr. 4, Springer-Verlag, Wien 1928.
- Ein Wachstums- und ein Rekristallisationsgefüge von Bleiglanz aus einer rheinischen Lagerstätte. In: Mineralogy and Petrology. Band 4, Nr. 1–4, Springer-Verlag, Wien 1954.